# Owen Roizman
Owen Roizman (Brooklyn, Nueva York, 22 de septiembre de 1936-Los Ángeles, California, 6 de enero de 2023) fue un director de fotografía y camarógrafo estadounidense. Recibió cinco nominaciones en los premios Óscar a la mejor fotografía, para las películas The French Connection (1971), El exorcista (1973), Network (1976), Tootsie (1982) y Wyatt Earp (1994), y finalmente recibió un Óscar honorífico en 2017. Sirvió en la Junta de Gobernadores de la Academia de Artes y Ciencias Cinematográficas y fue presidente de la Sociedad Estadounidense de Cinematógrafos.

## Premios y distinciones
Premios Óscar
| Año  | Categoría        | Película              | Resultado |
| ---- | ---------------- | --------------------- | --------- |
| 1972 | Mejor fotografía | The French Connection | Nominado  |
| 1974 | Mejor fotografía | The exorcist          | Nominado  |
| 1977 | Mejor fotografía | Network               | Nominado  |
| 1983 | Mejor fotografía | Tootsie               | Nominado  |
| 1995 | Mejor fotografía | 'Wyatt Earp           | Nominado  |
| 2018 | Óscar honorífico | Óscar honorífico      | Ganador   |